# Zythos molybdina
Zythos molybdina là một loài bướm đêm trong họ Geometridae.